# Jan Nepomucen Bobrowicz
Œuvres principales
Première Grande Polonaise 0pus 24
Jan Nepomucen Bobrowicz (ou Bobrowitz), né à Cracovie (Empire d’Autriche) le 12 mai 1805 et décédé le 2 novembre 1881 à Dresde (Empire allemand), est un guitariste, compositeur et éditeur polonais. Parfois surnommé le « Chopin de la guitare », il écrit la plupart de ses compositions sous forme de thème et variations.

## Biographie
Né à Cracovie, Jan Bobrowicz a étudié à Cracovie puis à Vienne de 1816 à 1819 avec Mauro Giuliani. Vers 1822 il est nommé membre de la Société des amis de musique de Cracovie. En 1829 il devient secrétaire du Sénat de la République de Cracovie. En 1830 il s'engage dans l'armée polonaise comme aide de camp.
Il quitte la Pologne pour la Prusse en octobre 1831 afin d'échapper à la répression russe à la suite de l'Insurrection de novembre 1830 et à la guerre polono-russe (1830-1831) et s'installe finalement à Leipzig en janvier 1832 où il vivra jusqu'à son départ pour Dresde en 1858. Leipzig compte à l'époque 41 000 habitants et est la deuxième ville de Saxe après Dresde. C'est la ville des foires internationales, et aussi la ville du livre et des éditeurs (Brockhaus, Reclam, Breitkopf & Härtel, ces derniers éditeurs de musique également). L'Orchestre du Gewandhaus de Leipzig donne des concerts de très haut niveau. Durant la même période des personnalités telles que Clara Wieck (Clara Schumann), son père Friedrich Wieck, Robert Schumann et Felix Mendelssohn résidaient également à Leipzig.
À Leipzig, il reprend ses activités de concertiste, professeur et compositeur. Ses partenaires de musique de chambre incluent les violonistes Karol Lipiński, Friedrich Wilhelm Eichler, et la pianiste Clara Wieck. En 1833, M. Bobrowicz joua avec tant de talent au concert de Clara Wieck (Me. Schuman), qu'un feuilletoniste de la Gazette musicale l'appela le Chopin de la guitare.
À partir de 1840 Bobrowicz semble se consacrer à son travail d'éditeur. Éditeur chez Breitkopf & Härtel, il crée sa propre société de publication dont le catalogue comporte plusieurs centaines de titres, la plupart en polonais. Il est emprisonné de novembre 1934 à janvier 1935 à la suite d'une fausse accusation d'activisme politique.
Bobrowicz vit à Dresde de 1858 à sa mort. Il est l'un des principaux compositeurs romantiques pour guitare avec Giulio Regondi (1822-1872), Johann Kaspar Mertz (1806-1856) et Marco Aurelio Zani de Ferranti (1801-1878).
Jan Nepomucen Bobrowicz fait partie des plus grands virtuoses de la guitare en Pologne au XIXe siècle avec Marek Sokołowski, Stanislaw Szczepanowski, et Felix Horetzky.

## Relations personnelles et professionnelles
- Mauro Giuliani (1781-1829), guitariste et compositeur, avec qui il a étudié à Vienne de 1816 à 1819.
- Karol Lipiński, (1790-1861), violoniste, avec qui il a joué.
- Friedrich Wilhelm Eichler, violoniste, avec qui il a joué.
- Clara Wieck Schuman (1819-1896), avec qui il a joué à Leipzig en 1833.

## Œuvres
Jan Bobrowicz a composé environ quarante pièces. Son œuvre la plus substantielle est la Première Grande Polonaise 0pus 24, composée probablement vers 1836-1837, et qui peut être comparée aux Polonaises composées par son compatriote Frédéric Chopin à la même époque.

### Piano
- Waltzer (1834)

### Guitare
- 0p. 6
- 0p. 7 - Variations sur une mélodie ukrainienne
- 0p. 10 - Variations sur un thème original
- 0p. 11 - 6 Waltzes et Polonaise (1833)
- 0p. 12 - L'impromptu - Variations sur un Thème original (1833)
- 0p. 13 - Introduction, variations et polonaise sur un thème tyrolien (1833)
- 0p. 16 - Variations sur l'air de la Cavatine tiré de l'opéra Zelmira de Gioacchino Rossini (1833)
- 0p. 17 -
- 0p. 18 - Variations sur une valse préférée (1833)
- 0p. 19 -
- 0p. 20 - Introduction et variations sur la chanson polonaise Ja ciebie nie zapomne (1835)
- 0p. 21 -
- 0p. 22 -
- 0p. 23 -
- 0p. 24 - Première Grande Polonaise (avant 1844, probablement vers 1836-1837)
- 0p. 25 -
- 0p. 26 -
- 0p. 27 -
- 0p. 28 - Variations de Bravoure sur Oh! cara memoria de Caraffa
- 0p. 29 -
- 0p. 30 - (1837)

- Variations sur le thème de La ci darem la mano tiré de l'opéra Don Giovanni de Mozart ;

## Sources
- (en) Cet article est partiellement ou en totalité issu de l’article de Wikipédia en anglais intitulé « Jan Nepomucen Bobrowicz » (voir la liste des auteurs).